# Alfons en Adrie Kennis

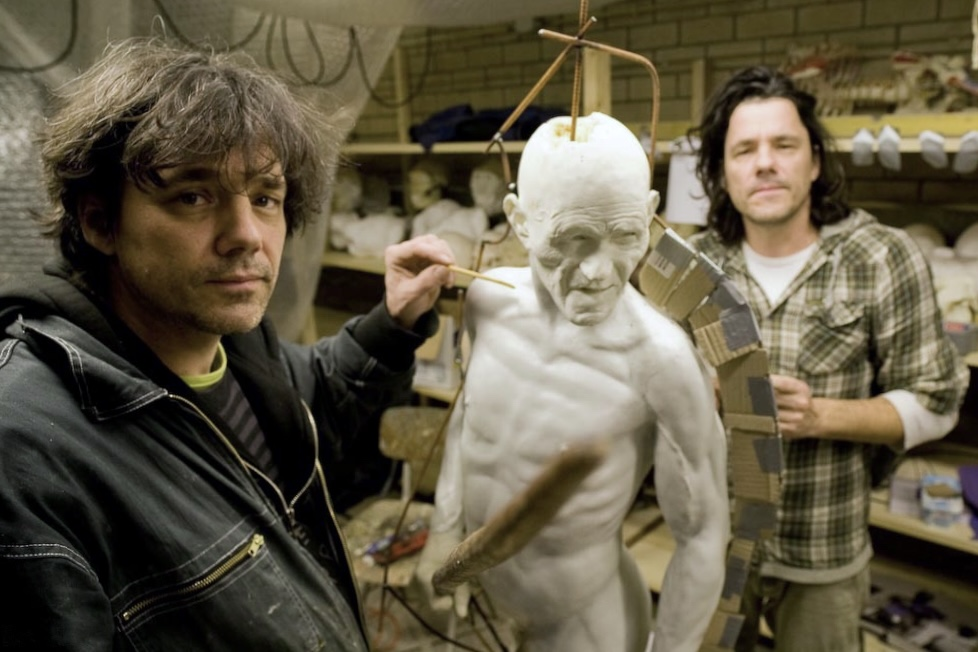
Beeld van Ötzi vervaardigd door de Kennis Broers, 2011

Alfons Kennis en Adrie Kennis zijn twee Nederlandse kunstenaars die reconstructies maken van uitgestorven diersoorten, voornamelijk Mensachtigen. 
De tweelingbroers werken onder meer als paleo-artiesten in opdracht van musea. Een van de reconstructies die ze vervaardigden is die van Ötzi. Hun werk werd onder andere een aantal malen afgebeeld op de omslag van National Geographic en is gebruikt als illustratiemateriaal in het boek Het verhaal van de mens van Alice Roberts.
In 2014 en 2015 ontvingen zij voor hun werk de Lanzendorf PaleoArt Prize Sculpture.

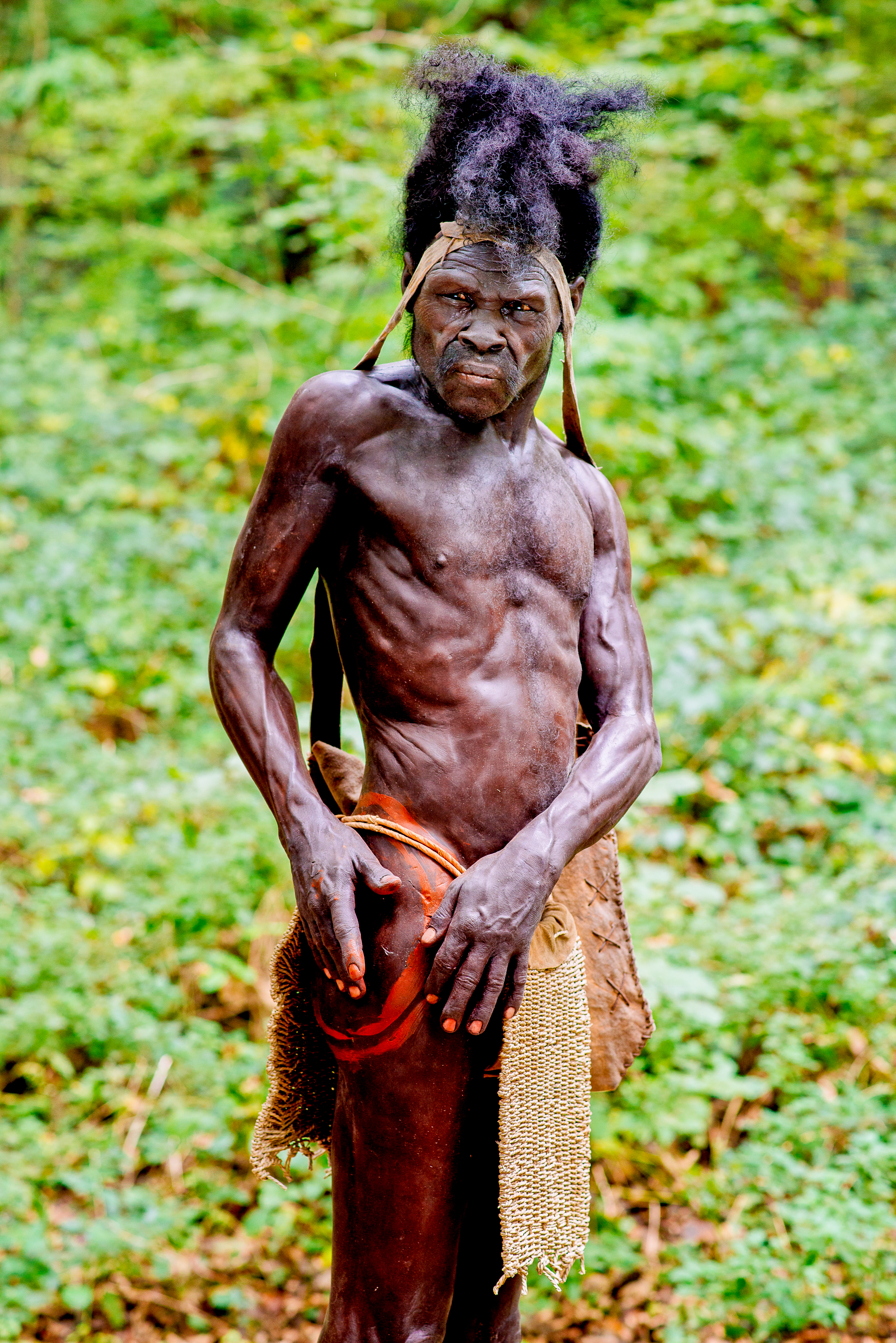
Jebel Irhoud
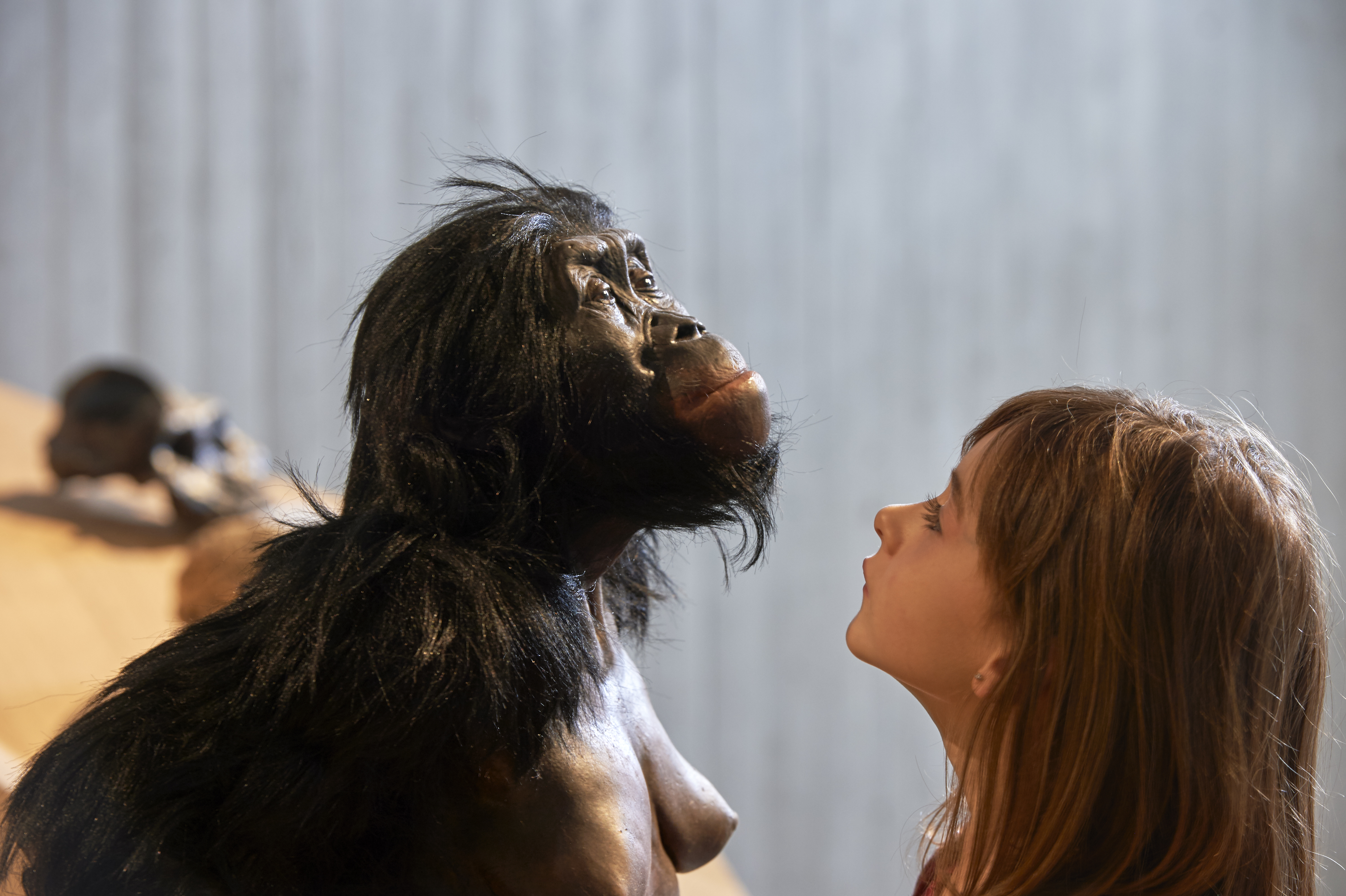
Lucy
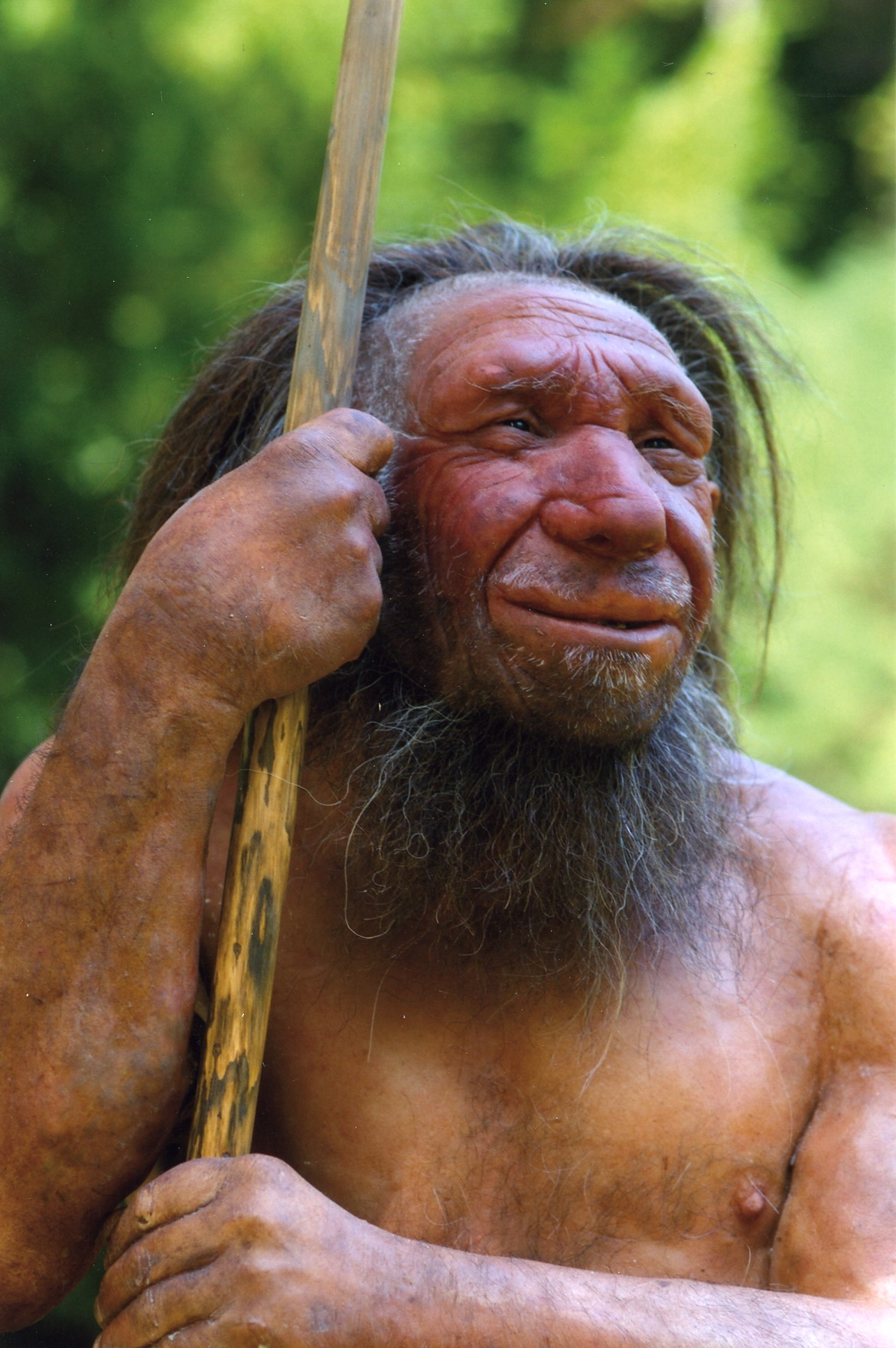
Neandertal Feldhofer 1
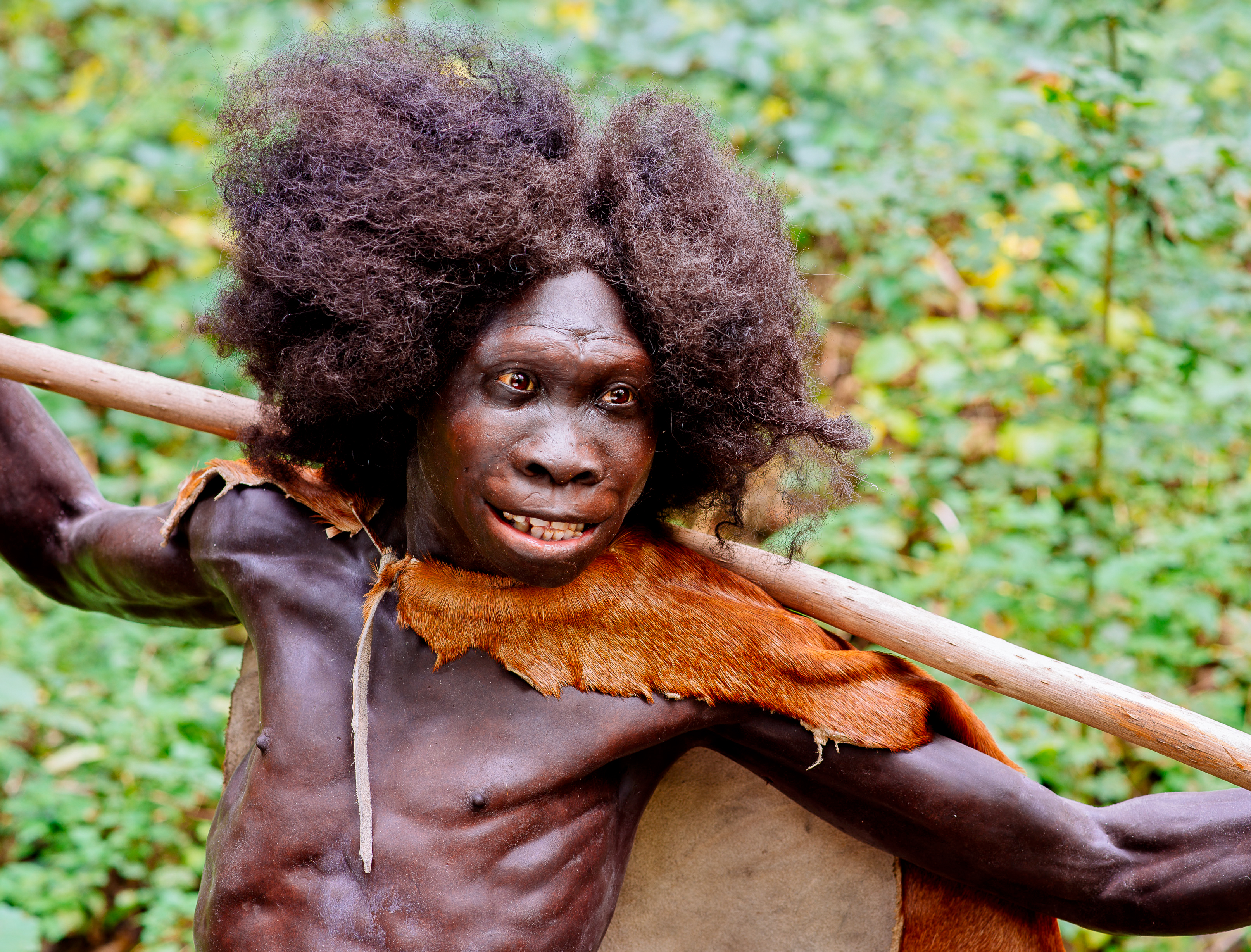
Turkana Boy
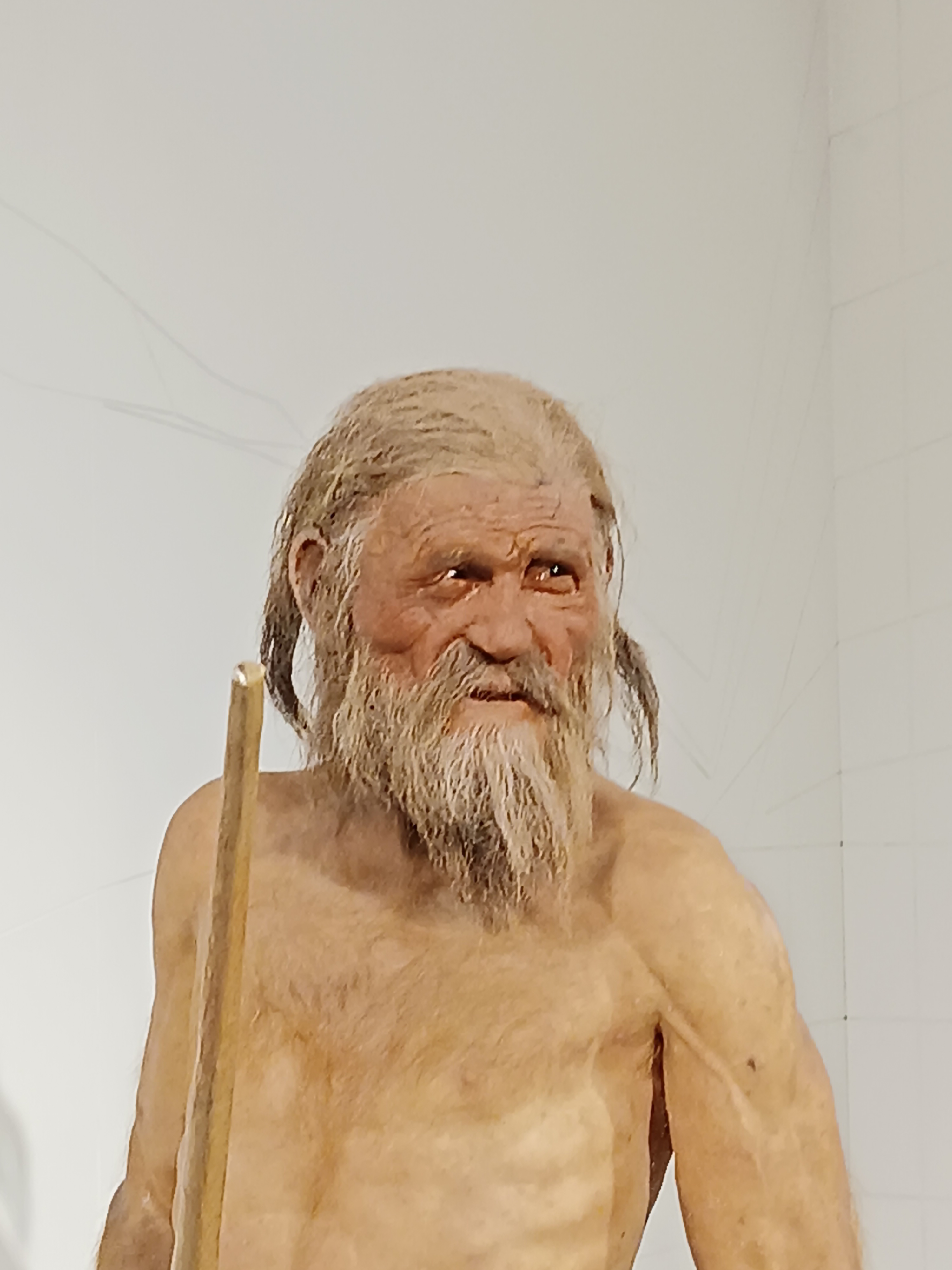
Ötzi